# 小倉唯
小倉唯（日语：／ Ogura Yui；1995年8月15日—）是日本的歌手、聲優、模特兒。聲優事務所Style Cube、唱片公司日本古倫美亞所屬。原屬劇團東俳的一員。

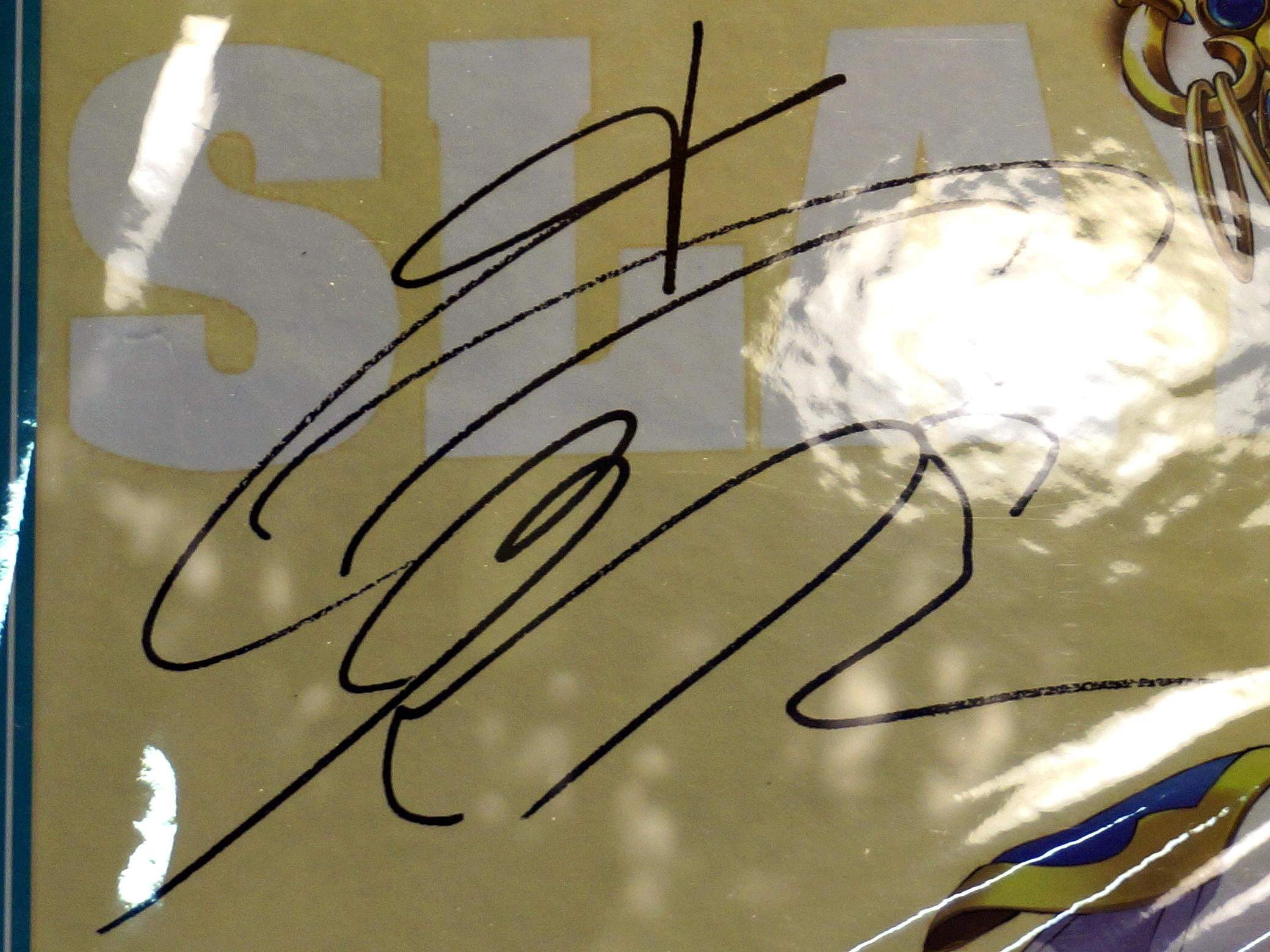
小倉唯簽名

## 經歷
2008年成為HAPPY! STYLE Rookies的一員，後於2009年5月6日舉辦之「HAPPY! STYLE Communication Circuit 006」宣布自該團體畢業。
2009年因與初音未來身高年齡相近、本身又會舞蹈等原因，而被選為當年7月2日發售之音樂遊戲「初音未來 -Project DIVA-」中初音未來的舞蹈等動作捕捉對象。
2009年9月與石原夏織組成音樂團體唯夏織。
2011年12月與松永真穗、能登有沙、石原夏織三人共同組成音樂團體StylipS。
2012年4月1日宣布以個人名義作為歌手出道，並於同年7月18日開始發售出道單曲「Raise」。
2013年4月20日因顧及課業而與石原夏織一同宣布自StylipS畢業。同年9月17日，小倉唯與石原夏織從原來的事務所Style Cube轉入Sigma Seven e。後又於2015年4月轉入Sigma Seven。。
2015年7月5日於橫濱國際平和會議場舉辦首場個人演唱會「HAPPY JAM」。
2016年1月1日從原事務所Sigma Seven轉至CLARE VOICE。
2017年3月31日於唯夏織的官方網站發布將於同年6月30日開始停止唯夏織所有音樂活動的消息。
2017年10月9日於個人廣播節目「小倉唯のyui＊room」中宣布成立官方粉絲團，並開始公開招募粉絲團名稱。同年12月23日於直播LINE LIVE #7中公布粉絲團名稱為「ゆいゆい＊カンパニー」，該粉絲團亦於隔日正式開幕。
2018年3月31日畢業於昭和女子大學人間社會學部心理學科。
2018年11月30日離開CLARE VOICE。2019年1月1日加入Just Production。
2021年3月31日離開just production 2021年4月1日加入atomic monkey ,2022年4月1日轉至style cube
2022年8月15日生日直播中發佈唱片公司將移藉到日本古倫美亞。

## 人物
名字有「唯一的寶物」的含意。為三姐妹中最小的妹妹，有兩個大自己15歲的雙胞胎姐姐。
興趣為料理、甜點製作、收集美妝產品、購物、讀書等。
與演員美山加戀是小學生時期的好友，在美山參加小倉的個人演唱會表示已經在小學生時期認識，曾一起接受過訓練。
自共同演出「蘿球社！」以來，與聲優日高里菜交情甚好，兩人互以「ちゃんゆい」(chan yui)、「ちゃんりな」(chan rina)稱呼對方。對於大自己一歲並同樣須同時兼顧課業及聲優事業的日高里菜，除認為自己也需加油外，亦時常向其請求建議，兩人亦時常互相傾訴、討論事業上的煩惱等。
音域偏向女高音，較擅長演出蘿莉型角色，並多活躍於深夜檔動畫中。可以以低音演出陰沉及男子氣概角色（例如HUG! 光之美少女的角色輝木譽）。

## 出演作品
※粗體字表示主要角色。

### 電視動畫
2010年
- 我的妹妹哪有這麼可愛！（五更珠希）
- 學生會長是女僕（幸村琉璃、女子B、女性客人B、妹、女子中學生A、女子）
- 怪盜麗婭（わっぱ）
- kiss×sis（女子）
- 夢色蛋糕師（小泉林檎、薄荷）
- 夢色蛋糕師SP（スペシャル）Professional（薄荷）

2011年
- 蘿球社！（袴田日向）
- 神的記事本（愛麗絲）
- 迷茫管家與膽怯的我（巧克力）
- C3 -魔幻三次方-（人形原黑繪）

2012年
- 創聖大天使EVOL（柚葉·蘇爾）
- 妖狐×僕SS（河住花）
- 織田信奈的野望（竹中半兵衛）
- SKET DANCE（中馬錫）
- 惡魔高校D×D（片瀨）
- 咲-Saki-阿知賀編 episode of side-A（園城寺怜）
- 釣球（櫻）
- 冰菓（善名嘉代）
- Campione 弒神者！（雅典娜）
- 其中1個是妹妹！（寶生柚璃奈）
- 櫻花莊的寵物女孩（神田優子）

2013年
- 前進吧！登山少女（青羽可可奈）
- 變態王子與不笑貓（筒隱月子）
- 我的妹妹哪有這麼可愛。（五更珠希）
- 蘿球社！SS（袴田日向）
- 超次元戰記 戰機少女（洛姆）
- 惡魔高校D×D NEW（片瀨）
- 女高網球部 第2期（豆馬鈴）
- 夜櫻四重奏～花之歌～（櫻野小姬）
- 機巧少女不會受傷（小紫）

2014年
- 最近，妹妹的樣子有點怪？（壽日和）
- Z/X IGNITION（各務原安曇）
- 47都道府犬R（群馬犬）
- 黑色子彈（布施翠）
- 前進吧！登山少女 第二季（青羽可可奈）
- CROSSANGE 天使與龍的輪舞（克莉絲）
- （朝比奈桃子）

2015年
- 百合熊風暴（泉乃純花）
- DOG DAYS"（阿莉亞）
- 聖劍使的禁咒詠唱（四門摩耶）
- 惡魔高校D×D BorN（片瀨）
- 女高網球部 第4期（豆馬鈴）
- 城下町的蒲公英（櫻田光）
- T寶的悲慘日常 夢幻篇（スマ子、美女C）
- 下流梗不存在的灰暗世界（小敏感）
- 女高網球部 第6期（豆馬鈴）

2016年
- 女高網球部 第7期（豆馬鈴）
- Regalia 三聖星（提亞）
- ViVid Strike!（凜音·貝利内塔）
- 雙星之陰陽師（膳所美玖）

2017年
- 秋葉原之旅 -THE ANIMATION-（PU子）
- 政宗君的復仇（早瀨絹江）
- 學園少女突襲者 Animation Channel（菜森真名）
- 為美好的世界獻上祝福！2（阿克西斯教徒、自稱同學的女子）
- 蠟筆小新（小黑）
- 雛子的筆記（柊真雪）
- sin 七大罪（別西卜）
- 雛邏輯～來自幸運邏輯～（桐谷華凜、蛙魯貝洛斯）
- 徒然喜歡你（上根綾香）
- 辣妹與我的第一次（藤之木寧音）
- 悠久持有者：魔法老师！ 第2部（夏凛）
- 調教咖啡廳（蕾茲）
- 鬼燈的冷徹 第貳期（座敷童子〈二子〉）

2018年
- POP TEAM EPIC（星降注）
- 龍王的工作！（夏綠蒂·伊索亞爾）
- 擅長捉弄人的高木同學（早苗）
- 妖精森林的小不點（小春）
- HUG！光之美少女（輝木譽／星辰天使）
- 你還是不懂群馬（實、家城瑛南）
- 鬼燈的冷徹 第貳期 其之貳（座敷童子〈二子〉）
- 平交道時間（友）
- 惡魔高校D×D HERO（片瀨）
- 前進吧！登山少女 Third Season（青羽可可奈）
- 音樂少女（迎羽織）
- 搖曳莊的幽奈小姐（伏黑夜夜）
- 寄宿學校的茱麗葉（王手李亞、與太郎）
- 哥布林殺手（女神官）
- 我喜歡的妹妹不是妹妹（冰室舞）

2019年
- 粉彩回憶（舞子智真理）
- 擅長捉弄人的高木同學 第二季（早苗）
- 平凡職業造就世界最強（繆）
- 新哆啦A夢（女兒）
- Z/X Code reunion（各務原安曇）
- 非洲的動物上班族（猩猩美、甜心2）

2020年
- 魔法紀錄 魔法少女小圓外傳（電波塔的笑聲／二葉紗奈）
- 〈Infinite Dendrogram〉-無盡連鎖-（賽珂）
- 理科生墜入情網，故嘗試證明。（山本亞梨華）
- 闇影詩章（黑羽艾莉絲）
- 超異域公主連結 Re:Dive（鏡華）
- 賽馬娘四格（曼城茶座）
- 土下座跪求給看（崖坂みのり、姊齒結亞、思井綾芽）

2021年
- 黑色五葉草（瓦妮卡·佐格拉提斯）
- 轉生成蜘蛛又怎樣！（蘇蕾西亞）
- 轉生成女性向遊戲只有毀滅END的壞人大小姐X（賽麗娜·柏格）
- 魔法紀錄 魔法少女小圓外傳 2nd SEASON -覺醒前夜-（二葉紗奈）
- 蠟筆小新（灰姑娘）
- 陰晴不定的體操哥哥（孩子、局長的女兒）
- 賈希大人不氣餒！（心）
- 群馬寶寶（みーみ）
- 白金終局（娜賽）
- 星光魔法（蜂蜜）

2022年
- 擅長捉弄人的高木同學 第三季（早苗）
- 超異域公主連結 Re:Dive 第二季（鏡華）
- 平凡職業造就世界最強 2nd season（繆）
- 世界計畫 繽紛舞台！（花里實乃理）
- 寶可夢 旅途（瑪俐）
- 魔法紀錄 魔法少女小圓外傳 Final SEASON -淺夢的黎明-（二葉紗奈）
- 理科生墜入情網，故嘗試證明。r=1-sinθ（山本亞梨華）
- 闇影詩章F（黑羽艾莉絲）
- 史上最強大魔王轉生為村民A（維達）
- 社畜想被幼女幽靈療癒。（巫女）
- 出租女友 第二季（汐織）
- 前進吧！登山少女 Next Summit（青羽可可奈）
- 夫婦以上，戀人未滿。（濱野芽衣、橋本瑪琳）
- 人類毛病大學（根岸千惠、瑪莉亞）
- 秋葉原冥途戰爭（薰子）
- 艦隊Collection 總有一天，在那片海（龍鳳）

2023年
- 最強陰陽師的異世界轉生記（雪〈管狐〉）
- 百合是我的工作！（白鷺陽芽）
- 為美好的世界獻上爆焰！（阿克西斯教徒）
- 第二次被異世界召喚（白貓）
- 丸少爺（妖怪）
- 政宗君的復仇R（早瀨絹江）
- 哥布林殺手II（女神官）
- 聖魔大戰 BIKKURI-MEN（十字架／黑十字架天女）
- 小不點（尖吻鱸）
- 明日方舟 冬隱歸路（迷迭香）

2024年
- 最強肉盾的迷宮攻略～擁有稀少技能體力9999的肉盾，被勇者隊伍辭退了～（瑪妮西婭））
- 金屬口紅（吉爾·斯特金）
- 蔚藍檔案 The Animation（砂狼白子）
- 星際莊的戀愛日記（上町葵）
- 單人房、日照一般、附天使。（莉莉什卡）
- 再見龍生，你好人生（拉芙拉西雅）
- 平凡職業造就世界最強 season 3（繆）

2025年
- 忍者與殺手的兩人生活（吉田碧子）
- 持續狩獵史萊姆三百年，不知不覺就練到LV MAX ～其二～（桑朵菈）
- 明日方舟 焰燼曙明（迷迭香）

### 劇場版動畫
2016年
- 劇場版 艦隊Collection（天津風）

2018年
- 光之美少女 Super Stars!（輝木譽／星辰天使）
- HUG！光之美少女♡光之美少女 All Stars Memories（輝木譽／星辰天使）
- K SEVEN STORIES Episode4「Lost Small World ～牢籠的彼端～」（大貝阿耶）

2019年
- 光之美少女 Miracle Universe（輝木譽／星辰天使）

2020年
- 光之美少女 Miracle Leap 與大家不可思議的一天（輝木譽／星辰天使）

2022年
- 劇場版 擅長捉弄人的高木同學（早苗）

2023年
- 劇場版 鋼管公主!!（東坂澪）

2024年
- 賽馬娘 Pretty Derby 新時代之門（曼城茶座）

2025年
- 劇場版 世界計畫 崩壞的世界與無法歌唱的初音未來（花里實乃理）

### OVA
2011年
- .hack//Quantum（隱士）

2013年
- 蘿球社！（袴田日向）※PSP遊戲『蘿球社！遺落物的祕密』限定版同梱DVD。

2015年
- 鬼燈的冷徹（座敷童子〈二子〉）※第18卷附贈原創動畫DVD限定版
- 鬼燈的冷徹（座敷童子〈二子〉）※第19卷附贈原創動畫DVD限定版

2017年
- ViVid Strike! OVA（凛音·贝利内塔）
- 鬼燈的冷徹 OAD4（座敷童子〈二子〉）
- 悠久持有者 OAD（夏凛）
- 前進吧！登山少女 回憶的禮物（青羽可可奈）

2018年
- 悠久持有者 OAD2（夏凛）
- 搖曳莊的幽奈小姐（伏黑夜夜）※漫畫第11卷附贈動畫BD限定版
- 悠久持有者 OAD3（夏凛）
- 擅長捉弄人的高木同學（月本早苗）※漫畫第9卷附OVA特別版
- 政宗君的復仇（早瀨絹江、湯花）
- 搖曳莊的幽奈小姐（伏黑夜夜）※漫畫第12卷附贈動畫BD限定版

### 網路動畫
2016年
- 女友伴身邊（♪）（朝比奈桃子）
- Zonmi醬（Zonmi醬）
- 怪物彈珠（潘朵拉）

2017年
- Monster Sonic！達太喵的偶像宣言（潘朵拉）

2018年
- 殭屍少女的災難（阿爾瑪·V）

2019年
- 刹界Eightraid（永作梨乃）

2022年
- 蔚藍檔案 1.5周年紀念短篇動畫（砂狼白子）

2023年
- 鋼管公主!!（東坂澪）
- 幼女社長R（岡野RAU）

2024年
- 麵包寶寶（奶油麵包寶寶2）

### 遊戲
2009年
- 初音未來 -Project DIVA-（動作捕捉）
- 萌萌2次大戰（略）2chu～♪（威爾海姆）
- 夢幻之星攜帶版2（新聞主播・春）

2011年
- トイ・ウォーズ（ナルミ一号機A）
- 超次元戰記 戰機少女mk2（洛姆）
- 我的妹妹哪有這麼可愛！（五更珠希）
- 蘿球社！（袴田日向）

2012年
- PS Vita伊蘇 塞爾塞塔的樹海（康莉莉卡）
- 這間教室被不回家社占領了（柊木耶宵）
- 恋愛REPLAY（鳥羽みやこ）

2013年
- 召喚夜想曲5（エクセラ）
- 蘿球社！遺落物的秘密（袴田日向）
- 女友伴身邊（朝比奈桃子）
- 擴散性百萬亞瑟王（妮妙）
- 變態王子與不笑貓（筒隱月子）
- Fate/EXTRA CCC（Passionlip）

2014年
- 蘿球社！秘密的快門機會（袴田日向）
- 艦隊收藏（天津風、大鯨）
- 合奏女孩！（八朔露理）
- 神隱幻姬（天照大神）

2015年
- 店長，存貨不夠了！（野野宮優菜）
- 初戀之歌（小椋響）
- 龍之谷（艾緹亞）
- 白貓Project（櫻草）
- Fate/Grand Order（Passionlip、哪吒）
- 陰陽師 (小松丸)
- 女友伴身邊 共度暑假（朝比奈桃子）
- 新瑪奇英雄傳（玲）

2016年
- 星界神話（星靈·旋律）
- 戰·無雙（小喬）
- 闇影詩章 （露娜）

2017年
- 怪物彈珠（潘朵拉）
- 魔法紀錄 魔法少女小圓外傳（二葉莎奈）
- 粉彩回憶（舞子智真理）
- 百万亚瑟王Arcana Blood（妮妙）

2018年
- 碧藍航線（夕張、伊19）
- 搖曳莊的幽奈小姐 溫泉迷宮（伏黑夜夜）
- 超異域公主連結 Re:Dive（鏡華、露娜）
- 光之美少女 連線消除（輝木譽／星辰天使）
- 兒童樂園HUG！光之美少女（輝木譽／星辰天使）
- 鳥籠廢鐵進行曲（萊拉）

2019年
- 47 HEROINES（足利凜凜香）
- 非人類學園（白骨）
- 拳皇'98 终极之战OL（女神官）
- 爆走ドリフターズ (小橘子)
- 聖火降魔錄 英雄雲集（滅絕的魔女．史菈希爾、娜塔夏）

2020年
- 少女前線（M200、沙漠之鷹）
- 明日方舟（迷迭香）
- 桃色獸耳食譜～愛與汗水的餐廳～（露露）
- 不思議謎題F 偵探們的謝幕（舞之小路水陰）
- 世界計畫 繽紛舞台！ feat.初音未來（花里實乃里）
- 聖火降魔錄 英雄雲集（治癒聖女．娜塔夏）

2021年
- 聖火降魔錄 英雄雲集（愛之祭典．史菈希爾）
- 賽馬娘 Pretty Derby（曼城茶座）
- 蔚藍檔案（砂狼白子）
- 白夜極光（鎮魂座-Requiem）
- 英雄傳說 黎之軌跡（菲莉·阿爾法德）
- 少女廻戦（諸葛亮、荀彧）
- 靈魂潮汐（阿卡賽特）

2022年
- 幻塔（蕾貝）
- 勝利女神：妮姬（謝芙蒂）

2023年
- 魔法禁书目录 幻想收束（芙蕾梅亚·塞维伦、妮妙）
- 崩壞：星穹鐵道 （三月七/長夜月）

2024年
- 女神異聞錄：夜幕魅影（西森阳菜）

2025年
- 棕色塵埃2（女神官）
- 伊瑟（多樂絲）

### 廣播劇CD
2011年
- 神的記事本（愛麗絲）
- 蘿球社！（袴田日向）

2012年
- 織田信奈的野望（竹中半兵衛）※電視動畫「織田信奈的野望」BD、DVD第3卷初回限定版
- 07-Ghost 豪森家（卡佩拉）
- 這間教室被不回家社占領了（柊木耶宵）
- 第101篇百物語（一之江瑞江）

2013年
- 10歲的保健體育（勅使河原朋萌）※小說第6卷特裝版
- 變態王子與不笑貓（筒隱月子）※小說第6卷附贈廣播劇CD特裝版

2014年
- 聖劍使的禁咒詠唱（四門摩耶）※小說第6卷附贈廣播劇CD限定特裝版

2015年
- 管耳猫
- 學園少女突襲者（菜森真名）

2016年
- 星之海洋5 忠誠與背叛（莉莉亞）
- 庭球社（豆馬鈴）
- 鬼燈的冷徹（座敷童子·二子）※單行本21、23卷附贈CD限定版
- 龍王的工作！（夏綠蒂·伊索亞爾） ※小說第2卷附贈廣播劇CD限定特裝版

2017年
- 哥布林殺手（女神官）※小說第4卷附贈廣播劇CD限定特裝版
- 今天開始當小學女生P！（穗乃）※單行本第6卷附贈廣播劇CD初回限定版
- 天使的3P！（袴田日向）
- 喵喵Andante（黑貓）※電視動畫《人渣的本願》BD、DVD第3卷完全生產限定版
- Wonderland Wars（白雪公主、冰雪刀 雪曇）
- 魔法少女奈叶Reflection 廣播劇CD（凛音·贝利内塔）

### 廣播
- はぴすた学園☆放送部（2008年－2009年）
- はぴ☆くりRadio・はいぱー!（2009年9月－11月，animate TV）
- 唯夏織之實♪（2010年－2017年，唯夏織官方網站、超!A&G+、文化放送）
- 神的記事本 Presents 愛麗絲的這裡是尼特偵探研究所（2011年－2012年，官方網站）
- 惡魔高校D×D 駒王學園 裏神秘學研究社（2011年－2012年，HiBiKi Radio Station）
- Ereuta！（2012年－2013年，NHK廣播第1頻率）
- 變貓廣播（2013年，Radio大阪、HiBiKi Radio Station）
- 禁忌的瑪格娜RADIO 第3回－第4回（2014年，音泉※）[81]
- 前進吧！登山少女（2014年，Radio大阪、超!A&G+、HiBiKi Radio Station）
- 風香與凜音的格鬥廣播（2016年，YouTube）[82]
- 學園少女突襲者 Radio Channel（2016年－2017年、音泉）[83]
- 雛子的筆記 廣播四季（2017年、音泉）[84]
- 小倉唯的yui*room（2017年－、文化放送[85]）
- 小倉唯的漫畫Park小倉店（2017年，漫畫Park）[86]

### 電視節目

#### 電視劇
- 手機刑警錢形舞（2003年11月23日，BS-TBS）
- 御宿翠鳥 第二章 第11話（2004年7月－9月，NHK綜合頻道）-織紀幼年
- 不愉快的基因 第8話（2005年3月7日，富士電視台）
- 考試之神第4話（2007年8月4日，日本電視台） - 參加夏季集訓私塾學生的1人

### WEB節目
- 「ドガドガ7」 レフばんかたそ
- Dohhh UP! 告知 など
- 肯德基如果劇場「如果小倉唯…」（2017年，AbemaTV）[87]
- GANGAN GA頻道（2016年4月14日－、NICONICO動畫、YouTube）

### 電影
- 我的爺爺（2003年）
- 隙魔（2004年） - ゆき役

### 廣告
- Google Chrome（「你的網站，開始了。」初音未來篇）
- 真·女神轉生 惡魔之子
- 麥當勞（快樂兒童餐～四眼天雞篇）

### 舞台
- 新・美空雲雀物語 - 舞者
- コシノものがたり（2005年1月） - 純子幼年
- 夢芝居一座（2006年10月） - 櫻幼年
- 新章・美空雲雀不死鳥伝說（2006年）- 春幼年
- 劇団ゲキハロ第5回公演「Berryz工房 VS Berryz工房」（2008年11月）- T-1059号
- 音樂「守護甜心」（2009年8月）- 學生、舞者

### 其他
- DENON AH-D1100官方角色「ASTROGIRLS」（雨立申[88]）
- DownloadVoice（阿賀野裕子）
- 溫泉女孩（水上凜心[89]）

## 音樂作品

### 單曲
|              | 發售日期       | 曲名                    | 規格編號                                                                                      | 備考                                            | 最高位   |
| 國王唱片     | 國王唱片       | 國王唱片                | 國王唱片                                                                                      | 國王唱片                                        | 國王唱片 |
| ------------ | -------------- | ----------------------- | --------------------------------------------------------------------------------------------- | ----------------------------------------------- | -------- |
| 1st          | 2012年7月18日  | Raise                   | KICM-91397（初回限定盤） KICM-1397（通常盤）                                                  | 電視動畫《Campione 弒神者！》片尾曲             | 8位      |
| 2nd          | 2013年5月8日   | Baby Sweet Berry Love   | KICM-91442（初回限定盤） KICM-1442（通常盤）                                                  | 電視動畫《變態王子與不笑貓》片尾曲              | 6位      |
| 3rd          | 2014年1月29日  | Charming Do!            | KICM-91493（初回限定盤） KICM-1493（通常盤）                                                  | 電視動畫《最近，妹妹的樣子有點怪？》片尾曲      | 13位     |
| 4th          | 2014年8月13日  | Tinkling Smile          | KICM-91526（初回限定盤） KICM-1526（通常盤）                                                  | 電視動畫《前進吧！登山少女 第二季》片尾曲       | 12位     |
| 5th          | 2015年8月12日  | Honey♥Come!!            | KICM-91607（初回限定盤） KICM-1608（通常盤）                                                  | 電視動畫《城下町的蒲公英》片尾曲                | 13位     |
| 6th          | 2016年5月18日  | ハイタッチ☆メモリー     | KICM-91667（初回限定盤） KICM-1668（通常盤）                                                  | 電視動畫《卡片鬥爭!! 先導者G 超越之門篇》片尾曲 | 9位      |
| 7th          | 2016年11月2日  | Future Strike           | KICM-91724（初回限定盤） KICM-1725（通常盤）                                                  | 電視動畫《ViVid Strike!》片頭曲                 | 10位     |
| 8th          | 2018年3月14日  | 白く咲く花              | KICM-91834（期間限定盤） KICM-1834（通常盤）                                                  | 不適用                                          | 13位     |
| 9th          | 2018年7月25日  | 永遠少年                | KICM-91856（期間限定盤） KICM-1857（通常盤）                                                  | 電視動畫《音樂少女》片頭曲                      | 13位     |
| 10th         | 2019年10月30日 | Destiny                 | KICM-91987（期間限定盤） KICM-1988（通常盤）                                                  | 電視動畫《Z/X Code reunion》片頭曲              | 7位      |
| 11th         | 2020年2月12日  | I・LOVE・YOU!!          | KICM-92030（期間限定盤） KICM-2030（通常盤）                                                  | 不適用                                          | 11位     |
| 12th         | 2020年6月10日  | ハピネス*センセーション | KICM-92048（期間限定盤） KICM-2049（通常盤）                                                  | 電視動畫《闇影詩章》片尾曲                      | 7位      |
| 13th         | 2021年3月31日  | Clear Morning           | KICM-92078（期間限定盤） KICM-2078（通常盤）                                                  | 手機遊戲『蔚藍檔案』主題曲                      | 8位      |
| 14th         | 2021年8月11日  | Fightin★Pose            | KICM-92096（期間限定盤） KICM-2096（通常盤）                                                  | 電視動畫《賈希大人不氣餒！》片頭曲              | 4位      |
| 日本古倫美亞 |                |                         |                                                                                               |                                                 |          |
| 1st          | 2022年12月21日 | Love∞Vision             | COZC-1966/7 (期間限定盤A) COCC-18055 (期間限定盤B) COCC-18056（通常盤）                       | 不適用                                          | 10位     |
| 2nd          | 2023年4月19日  | 秘密♡Melody             | COZC-1994/5 (期間限定盤A) COCC-18110 (期間限定盤B) COCC-18111（通常盤） COCC-18109（動畫盤）  | 電視動畫《百合是我的工作！》片頭曲              | 5位      |
| 3rd          | 2023年11月22日 | Empty//Princess.        | COZC-2057/8 (期間限定盤A) COCC-18156 (期間限定盤B) COCC-18157（通常盤）                       |                                                 | 8位      |
| 4th          | 2024年4月24日  | 君色のキセキ            | COZC-2087/8 (期間限定盤A) COCC-18201 (期間限定盤B) COCC-18202 （通常盤） COCC-18203 (動畫盤） |                                                 | 9位      |

### 網路配信
| 發售日期      | 曲名                       | 規格編號  |
| ------------- | -------------------------- | --------- |
| 2020年12月9日 | Very Merry Happy Christmas | NOPA-2449 |

### 專輯
|              | 發售日期      | 曲名            | 規格編號                                                               | 最高位   |
| 國王唱片     | 國王唱片      | 國王唱片        | 國王唱片                                                               | 國王唱片 |
| ------------ | ------------- | --------------- | ---------------------------------------------------------------------- | -------- |
| 1st          | 2015年3月25日 | Strawberry JAM  | KIZC-276/7（CD+BD盤） KIZC-278/9（CD+DVD盤） KICS-3174（通常盤）       | 4位      |
| 2nd          | 2017年7月26日 | Cherry Passport | KIZC-386/7（CD+BD盤） KIZC-388/9（CD+DVD盤） KICS-3496（通常盤）       | 5位      |
| 3rd          | 2019年2月20日 |                 | KIZC-504/5（CD+BD盤） KIZC-506/7（CD+DVD盤） KICS-3772（通常盤）       | 5位      |
| 4th          | 2022年2月16日 | Tarte           | KIZC-657/9（CD+BD盤） KIZC-660/1（CD+DVD盤） KICS-4040（通常盤）       | 7位      |
| 日本古倫美亞 |               |                 |                                                                        |          |
| 5th          | 2024年9月18日 | Bloomy          | COZX-2116/7 (初回限定盤A) COCX-42336 (初回限定盤B) COCX-42337 (通常盤) |          |

### 個人演唱會
| 表演日                         | 標題                                                          | 會場，公演 |
| ------------------------------ | ------------------------------------------------------------- | --- |
| 2015年7月5日                   | 小倉唯 1st LIVE「HAPPY JAM」                                  | パシフィコ横浜（神奈川県）・昼夜2公演 |
| 2016年7月9日 - 8月14日         | 小倉唯 1st LIVE TOUR「High-Touch☆Summer」                     | 4會場・5公演 - 7月9日 - 7月10日 幕張メッセ（千葉県） - 7月17日 一宮市民会館（愛知県） - 8月6日 オリックス劇場（大阪府） - 8月14日 桐生市市民文化会館（群馬県） |
| 2017年10月9日                  | 小倉唯 LIVE「Smiley Cherry」                                  | パシフィコ横浜（神奈川県）・昼夜2公演 |
| 2018年1月13日 - 5月12日        | 小倉唯 2nd LIVE TOUR「Platinum Airline☆」                     | 6會場・6公演 - 1月13日 仙台市民会館（宮城県） - 1月28日 一宮市民会館（愛知県） - 2月4日 大阪府立国際会議場（大阪府） - 3月10日 静岡市清水文化会館（静岡県） - 3月18日 両国国技館（東京都） - 5月12日 武蔵野の森総合スポーツプラザ（東京都）［追加公演］                          |
| 2019年4月6日 - 5月4日          | 小倉唯 LIVE TOUR 2019「Step Apple」                           | 6會場・7公演 - 4月6日 オリックス劇場（大阪府） - 4月7日 滋賀県立芸術劇場 びわ湖ホール（滋賀県） - 4月14日 一宮市民会館（愛知県） - 4月21日 新潟テルサ（新潟県） - 4月28日 仙台サンプラザ（宮城県） - 5月3日 - 5月4日 幕張メッセ（千葉県）                                        |
| 2020年5月5日 - 6月14日（中止） | 小倉唯 LIVE TOUR 2020「#LOVEcall」                            | 4會場・6公演全部中止 - 5月5日 - 6日 TACHIKAWA STAGE GARDEN（東京都） - 5月23日 - 24日 ロームシアター京都 メインホール（京都府） - 5月31日 一宮市民会館（愛知県） - 6月14日 東京ガーデンシアター（東京都）                                                                        |
| 2020年12月24日                 | 小倉唯 ONLINE クリスマス ライブ 2020 〜Winter Twinkle Magic〜 | 網上舉行 |
| 2021年7月4日                   | 小倉唯 LIVE 2021「#Re♥LOVEcall」                              | パシフィコ横浜（神奈川県）・昼夜2公演 |
| 2023年7月17日                  | 小倉唯 Memorial LIVE 2023 〜10th Anniversary Assemble!!〜     | 大宮ソニックシティ（埼玉県）・昼夜2公演 |
| 2023年11月23日                 | 小倉唯 Memorial LIVE 2023 〜To the 11'Eleven〜                | パシフィコ横浜（神奈川県）・昼夜2公演 |
| 2024年10月14日 - 11月17日      | 小倉唯 LIVE TOUR 2024 〜Bloomy × Meet you！〜                 | 6會場・6公演 - 10月14日 相模女子大学グリーンホール（神奈川県） - 10月27日 ベイシア文化ホール（群馬県） - 11月2日 福岡市民会館（福岡県） - 11月4日 フェニーチェ堺（大阪府） - 11月9日 Niterra日本特殊陶業市民会館フォレストホール（愛知県） - 11月17日 パシフィコ横浜（神奈川県） |

個人演唱會 光碟
|              | 發售日期       | 標題                                                     | 規格編號   | 規格編號     |
| BD           | 發售日期       | 標題                                                     | DVD        |              |
| 國王唱片     | 國王唱片       | 國王唱片                                                 | 國王唱片   | 國王唱片     |
| ------------ | -------------- | -------------------------------------------------------- | ---------- | ------------ |
| 1st          | 2015年12月23日 | 小倉唯 LIVE「HAPPY JAM」                                 | KIXM-219   | KIBM-535/6   |
| 2nd          | 2017年2月8日   | 小倉唯 LIVE「High-Touch☆Summer」                         | KIXM-264   | KIBM-626/7   |
| 3rd          | 2018年9月12日  | 小倉唯 LIVE「Cherry×Airline」                            | KIXM-333/4 | KIBM-749〜51 |
| 4th          | 2019年8月7日   | 小倉唯 LIVE 2019「Step Apple」                           | KIXM-383   | KIBM-795/6   |
| 5th          | 2021年12月8日  | 小倉唯 LIVE 2020-2021「LOVE & Magic」                    | KIXM-471/2 | KIBM-888/9   |
| 日本古倫美亞 |                |                                                          |            |              |
| 1st          | 2023年12月13日 | 小倉唯 Memorial LIVE 2023〜10th Anniversary Assemble!!〜 | COXC-1345  |              |
| 2nd          | 2024年7月10日  | 小倉唯 Memorial LIVE 2023〜To the 11'Eleven〜            | COXC-1363  |              |

### 參加作品
| 發行日期 | 標題                                                                 | 名義 | 曲名                                         | 商業搭配                                                 |
| 2011年   | 2011年                                                               | 2011年 | 2011年                                       | 2011年                                                   |
| -------- | -------------------------------------------------------------------- | --- | -------------------------------------------- | -------------------------------------------------------- |
| 9月7日   | 神的記事本 角色歌 vol.1 愛麗絲                                       | 愛麗絲（小倉唯） | 「」 「」                                    | 電視動畫《神的記事本》角色歌                             |
| 9月14日  | 蘿球社！ 角色歌CD4 袴田日向                                          | 袴田日向（小倉唯） | 「」                                         | 電視動畫《蘿球社！》角色歌                               |
| 9月14日  | 蘿球社！ 角色歌CD4 袴田日向                                          | 小倉唯 imaging 袴田日向 | 「SHOOT! -No.8 MIX-」                        | 電視動畫《蘿球社！》角色歌                               |
| 9月21日  | 迷茫管家與膽怯的我 角色歌專輯                                        | 近衛昴（井口裕香）、涼月奏（喜多村英梨）、宇佐美政宗（伊瀨茉莉也）、鳴海奈久留（阿澄佳奈）、瑪莉亞（桑谷夏子）、牛奶（石原夏織）、巧克力（小倉唯） | 「Happy Happy Birthday」                     | 電視動畫《迷茫管家與膽怯的我》插入曲                     |
| 11月23日 | 神的記事本                                                           | 愛麗絲（小倉唯） | 「 -愛麗絲ver.-」                            | 電視動畫《神的記事本》角色歌                             |
| 11月30日 | 蘿球社！ Interval 2                                                  | 袴田日向（小倉唯） | 「」                                         | 電視動畫《蘿球社！》角色歌                               |
| 2012年   |                                                                      | |                                              |                                                          |
| 1月25日  | C³ -魔幻三次方- 角色歌專輯                                           | 人形原黑繪（小倉唯） | 「黑髪流儀。」                               | 電視動畫《C³ -魔幻三次方-》角色歌                        |
| 5月23日  | 創聖機械天使EVOL 夏娃的詩篇                                          | 柚葉·蘇爾（小倉唯） | 「」                                         | 電視動畫《創聖機械天使EVOL》片尾曲                       |
| 6月27日  | 超次元戰記 戰機少女 Duel Sistets Songs Vol.3                         | 羅姆（小倉唯）、蘭姆（石原夏織） | 「」                                         | 遊戲《超次元戰記 戰機少女》角色歌                        |
| 6月27日  | 超次元戰記 戰機少女 Duel Sistets Songs Vol.3                         | 羅姆（小倉唯） | 「」                                         | 遊戲《超次元戰記 戰機少女》角色歌                        |
| 9月19日  | 織田信奈的野望 歌姬04 Music of the different world 竹中半兵衛/梵天丸 | 竹中半兵衛（小倉唯） | 「」                                         | 電視動畫《織田信奈的野望》角色歌                         |
| 10月24日 | 咲-Saki- 阿知賀篇 episode of side-A 角色歌 vol.6 One Vision          | 園城寺怜（小倉唯） | 「One Vision」 「東南西北☆ver.怜」           | 電視動畫《咲-Saki- 阿知賀篇 episode of side-A》角色歌    |
| 11月21日 | 其中1個是妹妹！ 角色歌 vol.6                                         | 寶生柚璃奈（小倉唯） | 「Actress Game!」 「 〜寶生柚璃奈 ver.〜」   | 電視動畫《其中1個是妹妹！》角色歌                        |
| 2013年   |                                                                      | |                                              |                                                          |
| 2月27日  | 其中1個是妹妹！ 角色歌CD6 寶生柚璃奈                                 | 寶生柚璃奈（小倉唯） | 「Heavenly Lover」 「Dance on the Solitude」 | 電視動畫《其中1個是妹妹！》角色歌                        |
| 3月27日  | 咲-Saki-阿知賀篇 episode of side-A 角色歌專輯 THE 阿知賀篇           | 園城寺怜（小倉唯） | 「One Vision」                               | 電視動畫《咲-Saki- 阿知賀篇 episode of side-A》角色歌    |
| 6月26日  | 變態王子與不笑貓 Blu-ray1卷特典CD                                    | 筒隠月子（小倉唯） | 「」                                         | 電視動畫《變態王子與不笑貓》角色歌                       |
| 8月14日  | 蘿球社！SS Character Songs 05 袴田日向                               | 袴田日向（小倉唯） | 「」                                         | 電視動畫《蘿球社！SS》角色歌                             |
| 8月14日  | 蘿球社！SS Character Songs 05 袴田日向                               | 小倉唯 imaging 袴田日向 | 「Get goal! -No.8 MIX-」                     | 電視動畫《蘿球社！SS》角色歌                             |
| 11月20日 | 擴散性百萬亞瑟王 角色歌 2 妮妙                                       | 妮妙（小倉唯） | 「」                                         | 遊戲《擴散性百萬亞瑟王》角色歌                           |
| 11月27日 |                                                                      | 歌組雪月花［夜夜（原田瞳）、伊呂里（茅野愛衣）、小紫（小倉唯）］                                                                                   | 「」                                         | 電視動畫《機巧少女不會受傷》片尾曲                       |
| 11月27日 | 「」                                                                 | 歌組雪月花［夜夜（原田瞳）、伊呂里（茅野愛衣）、小紫（小倉唯）］                                                                                   | 電視動畫《機巧少女不會受傷》角色歌           |                                                          |
| 12月25日 | 機巧少女不會受傷 Blu-ray&DVD Vol.1 初回生產特典特別歌曲CD            | 歌組雪月花［夜夜（原田瞳）、伊呂里（茅野愛衣）、小紫（小倉唯）］                                                                                   | 電視動畫《機巧少女不會受傷》角色歌           | 「[未定义] 错误：{{Lang}}：无效参数：\|ココロ=（帮助）」 |
| 12月25日 | 機巧少女不會受傷 Blu-ray&DVD Vol.1 初回生產特典特別歌曲CD            | 小紫（小倉唯） | 電視動畫《機巧少女不會受傷》角色歌           | 「」                                                     |
| 2014年   |                                                                      | |                                              |                                                          |
| 1月25日  | Fate/EXTRA CCC Lunatic Station 2013                                  | Passionlip（小倉唯） | 「dreamin’」                                 | 遊戲《Fate/EXTRA CCC》角色歌                             |
| 2月12日  |                                                                      | 神前美月（橋本千波）、壽日和（小倉唯）、桐谷雪那（金元壽子）                                                                                       | 「」                                         | 電視動畫《最近，妹妹的樣子有點怪？》片頭曲               |
| 4月2日   | 聖劍使的禁咒詠唱 印象曲迷你專輯                                      | 四門摩耶（小倉唯） | 「」                                         | 動畫《聖劍使的禁咒詠唱》角色歌                           |
| 4月23日  | 47都道府犬R                                                          | 群馬犬（小倉唯） | 「」                                         | 電視動畫《47都道府犬R》角色歌                            |
| 4月25日  | 最近，妹妹的樣子有點怪？ BD第2卷特典CD                               | 壽日和（小倉唯） | 「」                                         | 電視動畫《最近，妹妹的樣子有點怪？》角色歌               |
| 8月27日  | 最近，妹妹的樣子有點怪？ BD第6卷特典CD                               | 神前美月（橋本千波）、壽日和（小倉唯） | 「」                                         | 電視動畫《最近，妹妹的樣子有點怪？》角色歌               |
| 9月26日  |                                                                      | 葵（井口裕香）、日向（阿澄佳奈）、楓（日笠陽子）、可可奈（小倉唯）                                                                                 | 「」                                         | 電視動畫《前進吧！登山少女 第二季》片頭曲                |
| 2015年   |                                                                      | |                                              |                                                          |
| 1月21日  | 女友伴身邊 BD、DVD第1卷特典CD                                        | Neuron★Creamsoft［風町陽歌（早見沙織）、黑川凪子（後藤沙緒里）、蓬田堇（五十嵐裕美）、朝比奈桃子（小倉唯）、江藤胡桃（洲崎綾）］                   | 「」                                         | 電視動畫《女友伴身邊》片頭曲                             |
| 2月25日  | 女友伴身邊 BD、DVD第2卷特典CD                                        | 朝比奈桃子（小倉唯） | 「」                                         | 電視動畫《女友伴身邊》角色歌                             |
| 3月11日  |                                                                      | fortuna［嵐城早月（竹達彩奈）、漆原靜乃（悠木碧）、四門摩耶（小倉唯）、百地春鹿（內田真禮）］                                                      | 「」                                         | 電視動畫《聖劍使的禁咒詠唱》片尾曲                       |
| 4月8日   | 聖劍使的禁咒詠唱 救世主們的旋律 4                                    | 四門摩耶（小倉唯） | 「」                                         | 電視動畫《聖劍使的禁咒詠唱》                             |
| 12月16日 | 「初戀之歌」 〜LOVE SONGS〜                                          | 小椋響（小倉唯） | 「」                                         | 遊戲《初戀之歌》                                         |
| 12月25日 | 城下町的蒲公英 BD、DVD第4卷特典 櫻庭萊特（櫻田光）出道單曲CD         | 櫻庭萊特（小倉唯） | 「Search Light（桜庭らいとソロver.）」                         | 電視動畫《城下町的蒲公英》插入曲                         |
| 12月25日 | 城下町的蒲公英 BD、DVD第4卷特典 櫻庭萊特（櫻田光）出道單曲CD         | 櫻庭萊特（小倉唯） | 「」                                         | 電視動畫《城下町的蒲公英》角色歌                         |
| 2016年   |                                                                      | |                                              |                                                          |
| 1月28日  | Z/X -Zillions of enemy X- NF DramaCD (6)「」                         | 各務原明澄（小倉唯）、利蓋爾（內田彩） | 「」                                         | 《》印象曲                                               |
| 2月26日  | 城下町的蒲公英 BD、DVD第6卷特典CD                                    | 櫻庭萊特（小倉唯）、米澤紗千子（三澤紗千香） | 「Search Light（桜庭らいと＆米澤紗千子デュエットver.）」                         | 電視動畫《城下町的蒲公英》角色歌                         |
| 7月27日  | Never Ending Fantasy 〜GRANBLUE FANTASY〜                            | 迪安莎（水瀨祈）、莉娜莉雅（田中美海）、哈莉耶（小倉唯）、吉歐拉（高橋未奈美）、神奈（內山夕實）                                                   | 「Never Ending Fantasy」                     | 遊戲《碧藍幻想》                                         |
| 7月27日  | Never Ending Fantasy 〜GRANBLUE FANTASY〜                            | 哈莉耶（小倉唯） | 「Never Ending Fantasy 〜Harie Ver.〜」      | 遊戲《碧藍幻想》                                         |
| 11月23日 |                                                                      | 豆馬鈴（小倉唯） | 「」                                         | 電視動畫《庭球社》片頭曲                                 |

## 外部連結
- 小倉唯官方網站 （页面存档备份，存于）（日語）
- 小倉唯的X（前Twitter）（日語）
- 小倉唯官方的X（前Twitter）（日語）
- 小倉唯的Instagram帳戶（日語）